# Leo Perutz
Leo Perutz (2. listopadu 1882 Praha – 25. srpna 1957 Bad Ischl) byl rakouský židovský spisovatel a dramatik. V letech 1918–1933 patřil ke světově nejčtenějším spisovatelům německého jazyka.

## Život
Leo (Leopold) Perutz se narodil v Praze v rodině majitele textilní továrny Benedikta Perutze (1846–1926) a jeho manželky Emilie, rozené Österreicherové (1858–1923). Měl tři mladší sourozence, Paula (1885–1956), Lilly (1888–1980) a Hanse (1892–1969).
V roce 1901 přesídlila rodina do Vídně, kde se Perutz později stal úředníkem v pojišťovně. V 1. světové válce byl Perutz na východní frontě roku 1916 těžce raněn. Po válce působil jako novinář a spisovatel ve Vídni. V roce 1918 se oženil s Idou Weil (1896–1928). Z manželství vzešel syn a dvě dcery.
V roce 1938 byl Perutz (jako Žid) přinucen emigrovat. Jeho novým domovem se stala Palestina. Od konce 40. let 20. století žil střídavě v Tel Avivu a v Rakousku, kde zemřel na srdeční infarkt. Mezi jeho přátele patřili např. Gustav Meyrink a Franz Werfel.

## Dílo
- Die dritte Kugel (1915).
- Das Mangobaumwunder. Eine unglaubwürdige Geschichte (1916) [česky Zázrak mangového stromu. Plzeň 1923.]
- Zwischen Neun und Neun (1918) [česky Od devíti do devíti. Praha 1924.]

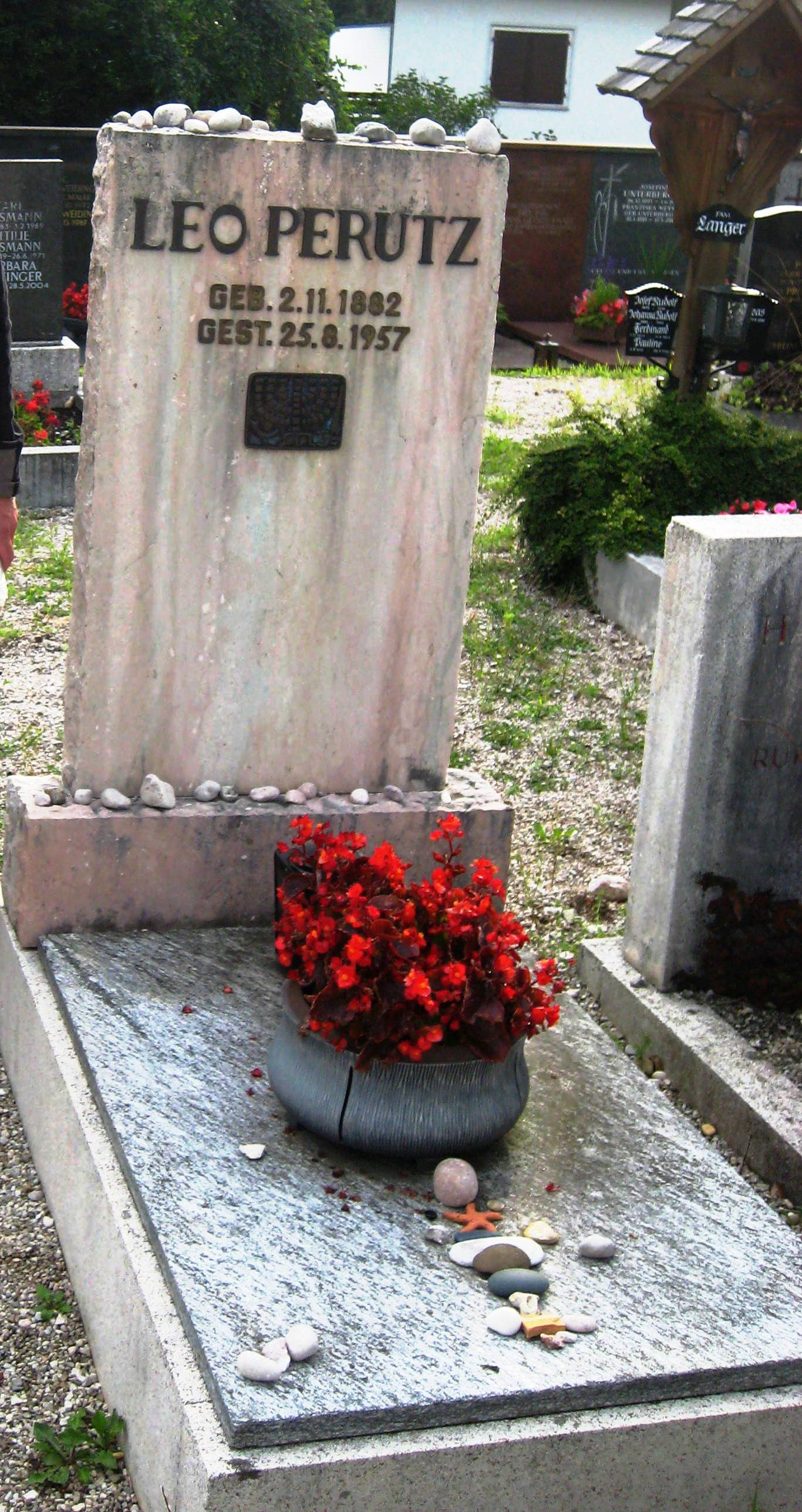
Hrob Leo Perutze v Bad Ischlu

- Hrob Leo Perutze v Bad IschluDie Feldgerichte und das Volksgericht (1919)
- Das Gasthaus zur Kartätsche. Eine Geschichte aus dem alten Österreich (1920)
- Der Marques de Bolibar (1920).
- Die Geburt des Antichrist (1921)
- Der Meister des Jüngsten Tages (1923) [česky Mistr Posledního soudu. Praha 1925. Olomouc 1998.]
- Turlupin (1924)
- Der Kosak und die Nachtigall (1927)
- Wohin rollst du, Äpfelchen… (1928)
- Die Reise nach Preßburg (1930)
- Herr, erbarme Dich meiner (1930)
- St. Petri-Schnee (1933).
- Morgen ist Feiertag (1935)
- Der schwedische Reiter (1936) [česky Švédský jezdec. Praha 1938, 1995.]
- Warum glaubst Du mir nicht? (1936)
- Nachts unter der steinernen Brücke. Ein Roman aus dem alten Prag (1953) [česky Noc pod Kamenným mostem. Praha 1990.]
- Der Judas des Leonardo (1959)
- Mainacht in Wien (1996)

### Česká vydání
- Zázrak mangového stromu, nevěrohodná historie ze života indických fakirů (Přel. Hugo Filla, Plzeň, V. Steinhauser, 1923)
- Od devíti do devíti (román, přel. Olga Laurinová, Praha, Svěcený, 1924)
- Mistr posledního soudu (román, přel. Olga Laurinová, Praha, Čin, 1925)
- Bílé cyklamy (L. Perutz a P. Frank, překlad Olgy Laurinové, ilustroval Jan Goth, Praha, Sfinx, Janda, 1928)
- Švédský jezdec (přeložila Zdeňka Münzerová, v Praze, Jos. R. Vilímek, 1938 a 194-?)
- Noc pod Kamenným mostem (přeložil Tomáš Kratěna, Praha, Vyšehrad, 1990)
  - V roce 1997 byla kniha zpracována jako osmidílná dramatizovaná četba na pokračování. Podle překladu Tomáše Kratěny zdramatizoval Rudolf Ráž, v režii Hany Kofránkové hráli: Eliška Balzerová, Josef Červinka, Stanislav Zindulka, Antonín Molčík, Václav Postránecký, Ilona Svobodová, Rudolf Pellar, Eva Horká, Petr Pelzer, Růžena Merunková, Veronika Tůmová, Michal Dlouhý, Vlastimil Zavřel, Vladimír Bejval, Miloš Hlavica, Jiří Hálek, Jan Medlík, Květoslava Straková, Ladislav Trojan, Bořivoj Navrátil, Jiří Langmajer a další.[9]
- Švédský jezdec (přeložila Irena Kunovská, Praha, Argo, 1995)
- Mistr Posledního soudu (fantastický román, přeložila Lucy Topoľská, Olomouc, Votobia, 1998)

### Filmografie
- 2013 Zwischen Neun und Neun (německý krátký film inspirovaný dílem Leo Perutze)
- 1991 St. Petri Schnee (německý film podle románu)
- 1990 Tyro (kanadský krátký film podle Zwischen Neun und Neun)
- 1990 Der Meister des jüngsten Tages (rakousko–švýcarsko–německý televizní film, podle stejnojmenného románu – česky Mistr Posledního soudu)
- 1962 Historia de una noche (španělský film podle hry "Morgen ist Feiertag")
- 1942 Ceniza al viento (Popel ve větru, argentinský film podle povídky)
- 1941 Historia de una noche (argentinský film podle hry "Morgen ist Feiertag")
- 1935 ...nur ein Komödiant (spoluautor scénáře, rakouský film)
- 1935 Der Kosak und die Nachtigall (rakouský film podle románu, v hlavní roli česká zpěvačka Jarmila Novotná[10])
- 1928 Bolibar (britský film podle Der Marquis von Bolibar)
- 1922 Der Marquis von Bolibar (rakouský film podle stejnojmenného románu)
- 1921 Das Abenteuer des Dr. Kircheisen (rakouský film)